# شیر خشک کودک

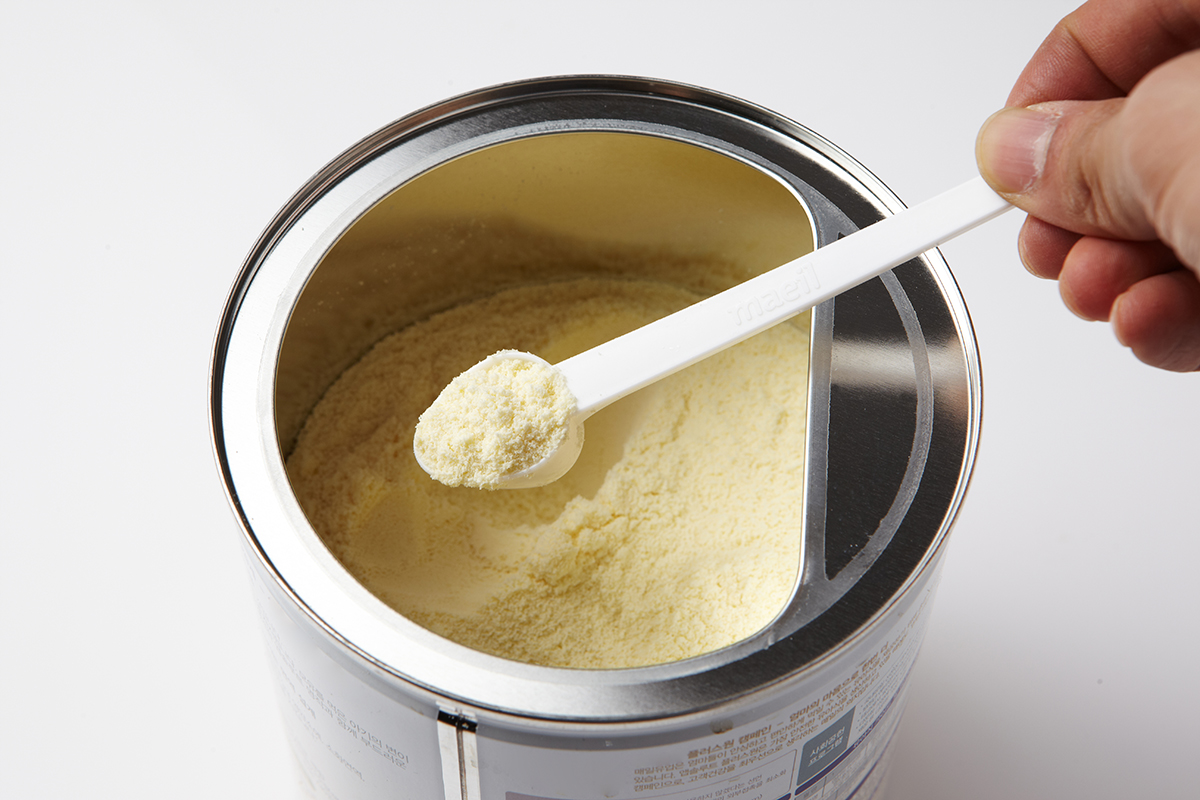
شیر خشک

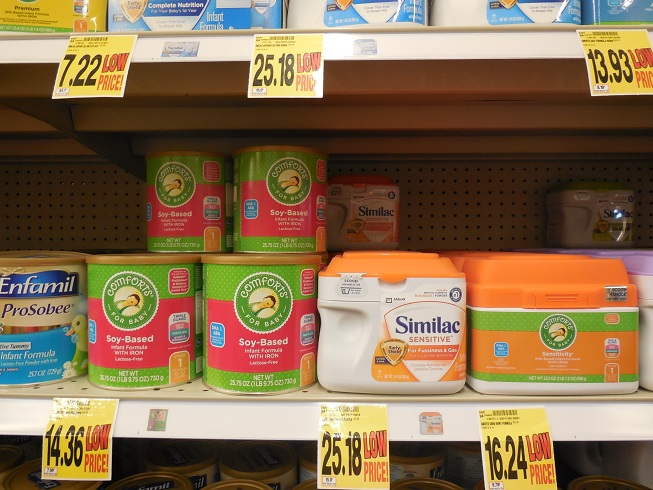

شیر خشک کودک (یا به‌طور خلاصه شیر خشک) یا شیر فرمولی نوزاد ترکیب پودری‌شکل از شیر است که برای نوزادان و کودکانی که به هر دلیلی نمی‌توانند از شیر مادر تغذیه کنند، مورد استفاده قرار می‌گیرد.
تولیدکنندگان اظهار می‌کنند که ترکیبات شیر خشک نوزاد به گونه‌ای طراحی شده است که تقریباً بر اساس شیر مادر انسان در حدود یک تا سه ماه پس از زایمان باشد؛ با این حال، تفاوت‌های چشمگیری در محتوای مواد مغذی این محصولات وجود دارد. رایج‌ترین شیر خشک‌های نوزاد حاوی آب پنیر و کازئین خالص شده از شیر گاو به عنوان منبع پروتئین، ترکیبی از روغن‌های گیاهی به عنوان منبع چربی، لاکتوز به عنوان منبع کربوهیدرات، مخلوطی از ویتامین‌ها و مواد معدنی و سایر مواد تشکیل دهنده بسته به تولید کننده هستند. شیر خشک‌های مدرن نوزاد همچنین حاوی الیگوساکاریدهای شیر انسان هستند که برای تکامل سیستم ایمنی و میکروبیوتای سالم روده در نوزادان مفید هستند. علاوه بر این، شیر خشک‌هایی وجود دارند که از سویا به عنوان منبع پروتئین به جای شیر گاو (بیشتر در ایالات متحده و بریتانیای کبیر) و شیر خشک‌هایی که پروتئین آن‌ها برای نوزادانی که به سایر پروتئین‌ها حساسیت دارند به اسیدهای آمینه سازنده‌شان هیدرولیز شده است، استفاده می‌کنند. افزایش میزان شیردهی در بسیاری از کشورها با به تعویق افتادن میانگین سن شروع تغذیه با غذاهای کمکی (از جمله شیر گاو) همراه بوده است که منجر به افزایش هم شیردهی و هم استفاده از شیر خشک بین سنین ۳ تا ۱۲ ماهگی شده است.
گزارش سازمان جهانی بهداشت (WHO) در سال ۲۰۰۱ نشان داد که شیر خشک نوزاد که مطابق با استانداردهای قابل اجرای Codex Alimentarius تهیه شده باشد، یک غذای مکمل ایمن و جایگزین مناسبی برای شیر مادر است. در سال ۲۰۰۳، سازمان جهانی بهداشت و یونیسف استراتژی جهانی خود برای تغذیه شیرخواران و کودکان خردسال را منتشر کردند که در آن مجدداً تأکید شد که "محصولات غذایی فرآوری شده برای... کودکان خردسال، در صورت فروش یا توزیع به هر نحو دیگر، باید مطابق با استانداردهای قابل اجرای توصیه شده توسط کمیسیون Codex Alimentarius باشند" و همچنین هشدار دادند که "عدم شیردهی - و به ویژه عدم شیردهی انحصاری در نیمه اول سال زندگی - عوامل خطر مهمی برای ابتلا و مرگ و میر نوزادان و کودکان هستند."
به طور خاص، استفاده از شیر خشک در کشورهای کمتر توسعه یافته از نظر اقتصادی به دلیل شیوع شرایط غیربهداشتی تهیه، از جمله کمبود آب تمیز و عدم وجود تجهیزات ضدعفونی کننده، با نتایج بهداشتی ضعیف‌تری مرتبط است. کودکانی که با شیر خشک تغذیه می‌شوند و در شرایط غیربهداشتی زندگی می‌کنند، ۶ تا ۲۵ برابر بیشتر در معرض خطر مرگ ناشی از اسهال و چهار برابر بیشتر در معرض خطر مرگ ناشی از ذات‌الریه نسبت به کودکانی که با شیر مادر تغذیه می‌شوند، قرار دارند. به ندرت، استفاده از شیر خشک پودری با بیماری جدی و حتی مرگ ناشی از عفونت با کرونوباکتر ساکازاکی و سایر میکروارگانیسم‌هایی که می‌توانند در طول تولید به شیر خشک پودری وارد شوند، مرتبط بوده است. اگرچه C. sakazakii می‌تواند باعث بیماری در تمام گروه‌های سنی شود، اما اعتقاد بر این است که نوزادان در معرض بیشترین خطر عفونت قرار دارند. بین سال‌های ۱۹۵۸ و ۲۰۰۶، چندین ده مورد عفونت C. sakazakii در سراسر جهان گزارش شده است. سازمان جهانی بهداشت معتقد است که چنین عفونت‌هایی کمتر گزارش می‌شوند.

## تاریخچه
در سال ۱۸۶۶ یک داروساز سوئیسی آلمانی‌تبار به نام هنری نستله با استفاده از ترکیبات مختلف شیر گاو، آرد و شکر غذای جایگزینی را برای نوزادانی که از شیر مادر محروم بودند، فراهم کرد. او تولید این محصول جدید را با نام «لاکتوز فارینا نستله» در سال ۱۸۶۶ شروع کرد.

## استفاده و چالش ها
تولید و بازاریابی شیر خشک نوزاد مورد بررسی دقیق قرار گرفته است. شیردهی، از جمله شیردهی انحصاری در 6 ماه اول زندگی، به طور گسترده توسط مقامات بهداشتی و بر همین اساس در تبلیغات اخلاقی تولیدکنندگان شیر خشک نوزاد، به عنوان "ایده‌آل" برای نوزادان توصیه می‌شود.
علیرغم توصیه به شیردهی انحصاری نوزادان در 6 ماه اول، کمتر از 40 درصد از نوزادان زیر این سن در سراسر جهان به طور انحصاری با شیر مادر تغذیه می‌شوند. اکثریت قریب به اتفاق نوزادان آمریکایی در این دوره به طور انحصاری با شیر مادر تغذیه نمی‌شوند - در سال 2005 کمتر از 12 درصد از نوزادان در 6 ماه اول به طور انحصاری با شیر مادر تغذیه شدند، در حالی که بیش از 60 درصد از نوزادان 2 ماهه با شیر خشک تغذیه می‌شدند و تقریباً از هر چهار نوزادی که با شیر مادر تغذیه می‌شوند، یک نفر در دو روز اول پس از تولد با شیر خشک تغذیه می‌شود.
برخی مطالعات نشان داده‌اند که استفاده از شیر خشک می‌تواند بر اساس وضعیت اجتماعی-اقتصادی، قومیت یا سایر ویژگی‌های والدین متفاوت باشد. به عنوان مثال، بر اساس تحقیقات انجام شده در ونکوور، کانادا، 82.9 درصد از مادران در بدو تولد به نوزادان خود شیر می‌دهند، اما این تعداد بین سفیدپوستان (91.6 درصد) و غیرسفیدپوستان (56.8 درصد) متفاوت بود و این تفاوت اساساً به وضعیت تاهل، تحصیلات و درآمد خانواده نسبت داده شد. در ایالات متحده، مشخص شده است که مادران با وضعیت اجتماعی-اقتصادی پایین‌تر کمتر احتمال دارد که به نوزادان خود شیر دهند، اگرچه این ممکن است تا حدی مربوط به اثرات نامطلوب برنامه‌های مکمل تغذیه دولتی باشد که یارانه برای شیر خشک نوزاد ارائه می‌دهند.
به نظر نمی‌رسد استفاده از شیر خشک با پروتئین هیدرولیز شده در مقایسه با شیر خشک معمولی خطر ابتلا به آلرژی یا بیماری‌های خودایمنی را تغییر دهد.

## پی‌نوشت و منبع
1. ↑  «شیر فرمولی نوزاد» [علوم و فنّاوری غذا] هم‌ارزِ «infant milk formula» مترادفِ: «جانشین شیر مادر» هم‌ارزِ واژهٔ بیگانه‌ای دیگر (human milk substitute)؛ منبع: گروه واژه‌گزینی. دفتر دهم. فرهنگ واژه‌های مصوب فرهنگستان. تهران: انتشارات فرهنگستان زبان و ادب فارسی. شابک ۹۷۸-۶۰۰-۶۱۴۳-۳۴-۷ (ذیل سرواژهٔ شیر فرمولی نوزاد)
2. ↑  U.S. Food and Drug Administration. What is an infant formula.
3. ↑  Bosheva, Miroslava; Tokodi, Istvan; Krasnow, Aleksander; Pedersen, Helle Krogh; Lukjancenko, Oksana; Eklund, Aron C.; Grathwohl, Dominik; Sprenger, Norbert; Berger, Bernard; Cercamondi, Colin I.; 5 HMO Study Investigator Consortium (2022-07-06). "Infant Formula With a Specific Blend of Five Human Milk Oligosaccharides Drives the Gut Microbiota Development and Improves Gut Maturation Markers: A Randomized Controlled Trial". Frontiers in Nutrition. 9: 920362. doi:10.3389/fnut.2022.920362. ISSN 2296-861X. PMC 9298649. PMID 35873420.
4. ↑  "Breastfeeding Frequently Asked Questions". Centers for Disease Control and Prevention. May 22, 2007. Retrieved May 24, 2008.